# Francisco Herrera Triguero
Francisco Herrera Triguero (Jódar, 1966) es un matemático y profesor español experto en computación e inteligencia artificial.

## Biografía
Francisco Herrera nació en la localidad jienense de Jodar en 1966. Se licenció en Matemáticas en la Universidad de Granada en 1986, donde también se doctoró cinco años más tarde en Inteligencia Artificial. Es catedrático de Ciencias de la Computación e Inteligencia Artificial de la Universidad de Granada y director del Instituto Interuniversitario Andaluz en Data Science and Computational Intelligence (DaSCI), consorcio formado por la universidad granadina y la Universidad de Jaén. Desde 2020 es miembro del Consejo Asesor de Inteligencia Artificial del Gobierno de España.
Su trabajo de investigación está centrado en el ámbito de las técnicas de Soft Computing, en especial algoritmos genéticos y lógica difusa, y su aplicación en los ámbitos de la toma de decisiones y la minería de datos y dirige del grupo de investigación «Soft Computing y Sistemas de Información Inteligentes». Ha publicado seis libros académicos y uno de carácter divulgativo, Inteligencia Artificial, Inteligencia Computacional y Big Data (Universidad de Jaén, 2014)
Entre los galardones y reconocimientos recibidos se encuentran el Premio Nacional de Informática 2010, en la modalidad Aritmel, de la Sociedad Científica Informática de España, por sus aportaciones científicas en las áreas de «Soft Computing» y Minería de Datos, el XV Premio Andalucía de Investigación «Maimónides» 2014 o la Medalla de Andalucía 2017. En 2019 fue nombrado miembro de la Real Academia de Ingeniería.
Desde el 16 de julio de 2021 al 27 de junio de 2023, ostentó la concejalía de "Ciencia, Innovación y Ciudad Inteligente" en el Ayuntamiento de Granada.